# Lae Monong
Lae Monong is een bestuurslaag in het regentschap Tapanuli Tengah van de provincie Noord-Sumatra, Indonesië. Lae Monong telt 1244 inwoners (volkstelling 2010).